# Sveta Nedelja
Sveta Nedelja ist eine Stadt in Kroatien, die in der Gespanschaft Zagreb liegt. Sie liegt rund sechs Kilometer östlich von Samobor und rund 17 Kilometer westlich des Stadtzentrums Zagreb. Sie erstreckt sich über 65 km² und besteht aus 14 Ortsteilen.
Die Stadt verfügt über eine eigene Abfahrt an der Autobahn A3, die Zagreb mit Slowenien verbindet.
In der Stadt ist der Firmensitz von Rimac Automobili.